# De Havilland DH.85 Leopard Moth
Le De Havilland DH.85 Leopard Moth était un avion de loisirs triplace monoplan à aile haute, conçu et produit par le constructeur britannique de Havilland Aircraft Company en 1933.

## Conception et développement
Le DH.85 était un successeur du Puss Moth et le remplaça sur les lignes de production de la compagnie à Stag Lane, puis plus tard Hatfield. Il était de configuration similaire à celle du modèle précédent, mais la structure tubulaire en acier fut remplacée par une structure intégralement en contreplaqué, ce qui lui donna une substantielle amélioration de distance franchissable, de performances et de capacité, tout en conservant le même type de moteur.
Le pilote était assis seul à l'avant en position centrale, alors que deux passagers pouvaient prendre place à l'arrière sur des sièges côte-à-côte. Les ailes pouvaient être repliées pour que l'avion occupe moins de place dans un hangar.

## Histoire opérationnelle

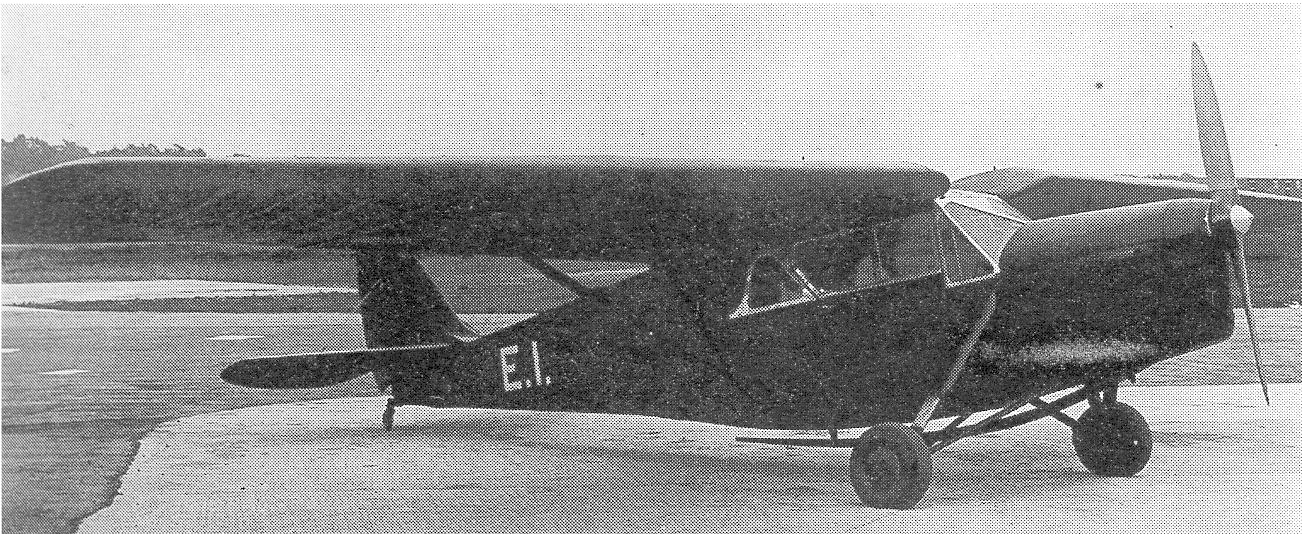
Le premier prototype, photographié en juin 1933.

Le prototype prit l'air pour la première fois le 27 mai 1933, puis remporta la King's Cup Race en juillet aux mains de Geoffrey de Havilland, avec une vitesse moyenne de 224,5 km/h. Un total de 133 avions furent construits, incluant 71 exemplaires pour des propriétaires dans les îles britanniques et dix pour l'Australie. D'autres furent exportés vers la France, l'Allemagne, l'Inde, l'Afrique du Sud et la Suisse. La production cessa en 1936, soit seulement trois ans après son démarrage.
Au cours de la Seconde Guerre mondiale, 44 appareils furent saisis et intégrés au service militaire au Royaume-Uni, ainsi que d'autres exemplaires en Australie, la plupart du temps pour servir d'appareils de liaison ou de communications. Seul un petit nombre parvint à survivre à six ans d'utilisation intensive, bien que certains soient toujours en état de voler de nos jours, plus de 70 ans après la production du dernier exemplaire sur les lignes d'assemblage du constructeur. Six exemplaires étaient encore opérationnels au Royaume-Uni en 2009.

## Utilisateurs

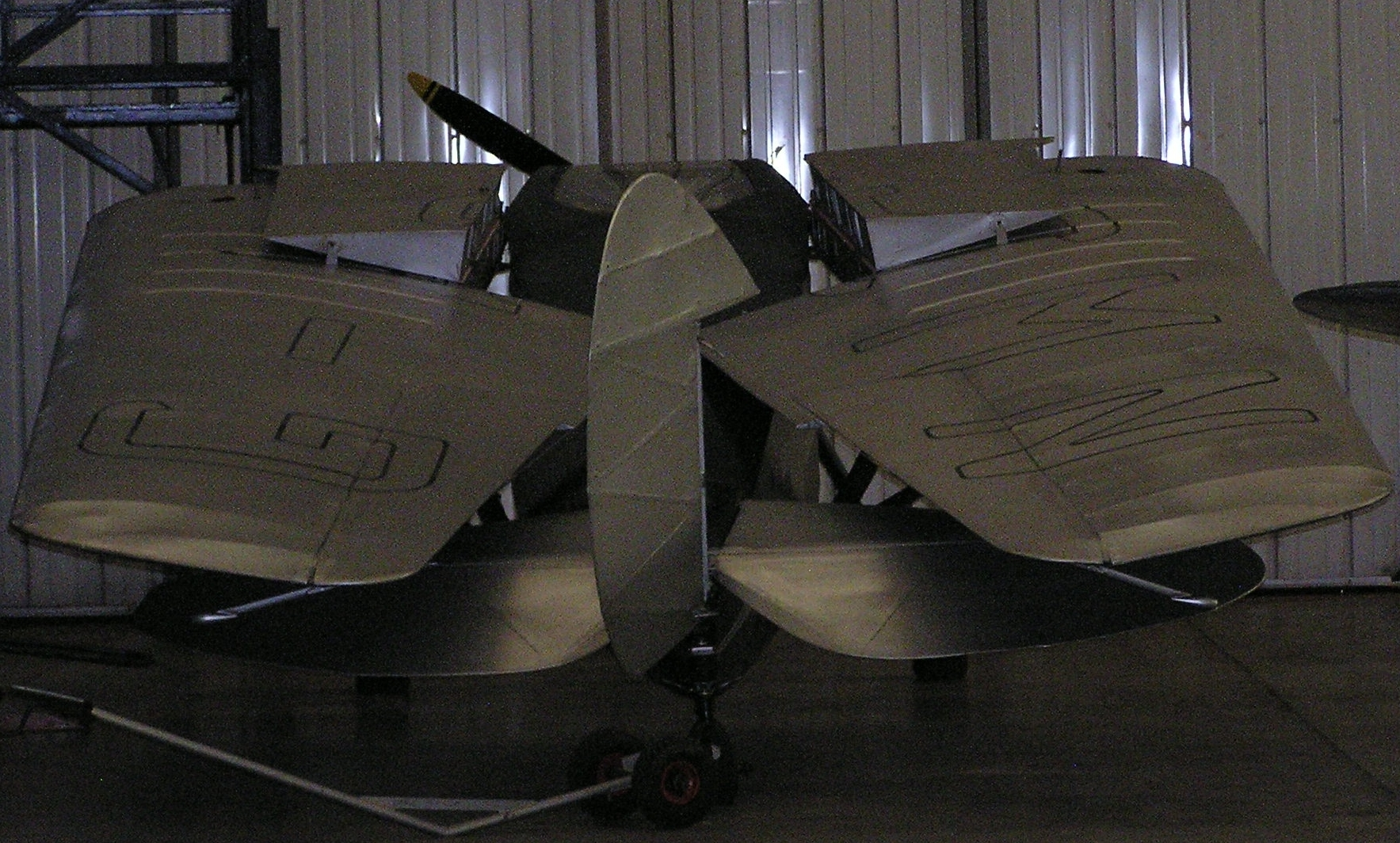
Le système de repliage des ailes du Leopard Moth, d'une conception plutôt complexe.

### Utilisateurs militaires
- Congo belge :
  - Force Publique : Aviation militaire de la Force publique. Le premier avion entra en service le 9 octobre 1940[1].
- Reich allemand :
  - Luftwaffe : En petits nombres[2].
- Inde :
  - Royal Indian Air Force.
- Pays-Bas :
  - Groupe aérien de l'armée néerlandaise.
- Portugal :
  - Force aérienne portugaise.
- Afrique du Sud :
  - South African Air Force.
- Rhodésie du Sud :
  - Southern Rhodesian Air Force : Un seul exemplaire.
- Deuxième république espagnole :
  - Force aérienne espagnole[3].
- Établissements des détroits :
  - Malayan Volunteer Air Force.
- Royaume-Uni :
  - Royal Air Force : Quelques exemplaires civils furent intégrés au service comme avions de liaison et de communications pendant la Seconde Guerre mondiale ;
  - Royal Navy : Au-moins un exemplaire civil intégré au service.
- Royaume de Yougoslavie :
  - Force aérienne royale yougoslave (en) : Un seul exemplaire.

### Opérateurs civils
- Inde :
  - Air India[4].

## Spécifications techniques (DH.85)

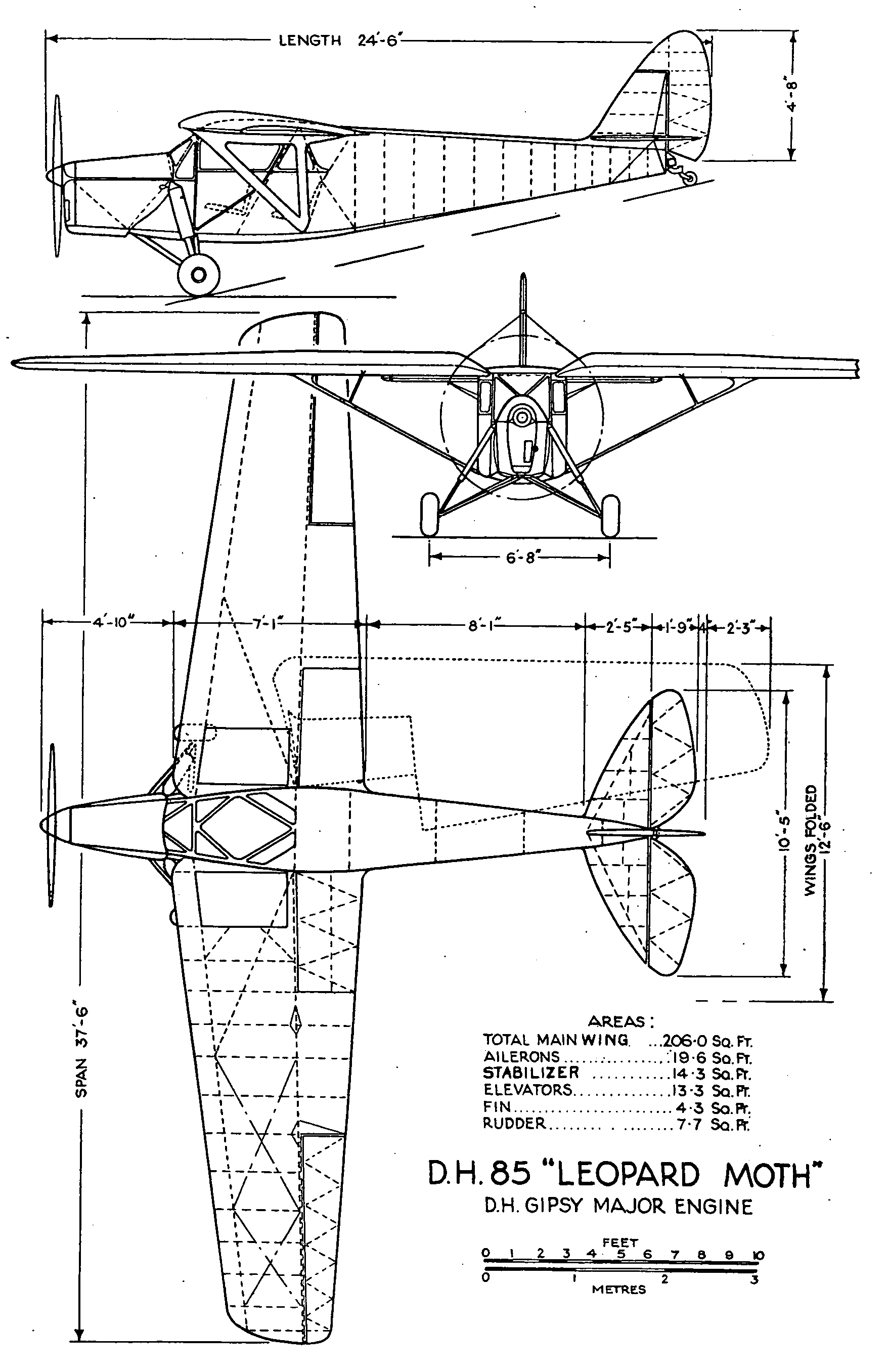
De Havilland DH.85

Données de De Havilland Aircraft since 1909
Caractéristiques générales
- Équipage : 1 pilote
- Capacité : 2 passagers
- Longueur : 7,47 m
- Envergure : 11,43 m
- Hauteur : 2,67 m
- Surface alaire : 19,1 m2
- Masse à vide : 586 kg
- Masse typique : 1 011 kg
- Moteur : 1   moteur à pistons à 4 cylindres en ligne inversés refroidis par air de Havilland Gipsy Major (en) de 130 ch (97 kW)

 Performances 
- Vitesse maximale : 221 km/h
- Vitesse de croisière : 192 km/h
- Distance franchissable : 1 151 km
- Plafond : 6 560 m
- Vitesse ascensionnelle : 168 m/min
- Charge alaire : 30,68 kg/m2
- Rapport poids-puissance : 4,50 kg/ch